# Trichiusa pilosa
Trichiusa pilosa är en skalbaggsart som beskrevs av Thomas Casey 1893. Trichiusa pilosa ingår i släktet Trichiusa och familjen kortvingar. Inga underarter finns listade i Catalogue of Life.